# Fortificazioni di confine cecoslovacche
Le fortificazioni di confine furono costruite durante la Prima Repubblica Cecoslovacca tra il 1935 ed il 1938, come contromisura difensiva contro il crescente pericolo rappresentato dalla Germania nazista, che si materializzò in seguito nel piano offensivo tedesco chiamato Fall Grün. L'obiettivo delle fortificazioni era quello di impedirne l'occupazione di aree chiave da parte del nemico (non solo la Germania, ma anche l'Ungheria e la Polonia) con un attacco improvviso che non avrebbe consentito la piena mobilitazione dell'esercito della Cecoslovacchia, oltre che l'arrivo dell'aiuto da parte della Francia, Regno Unito e possibilmente anche dall'Unione Sovietica.

## Storia

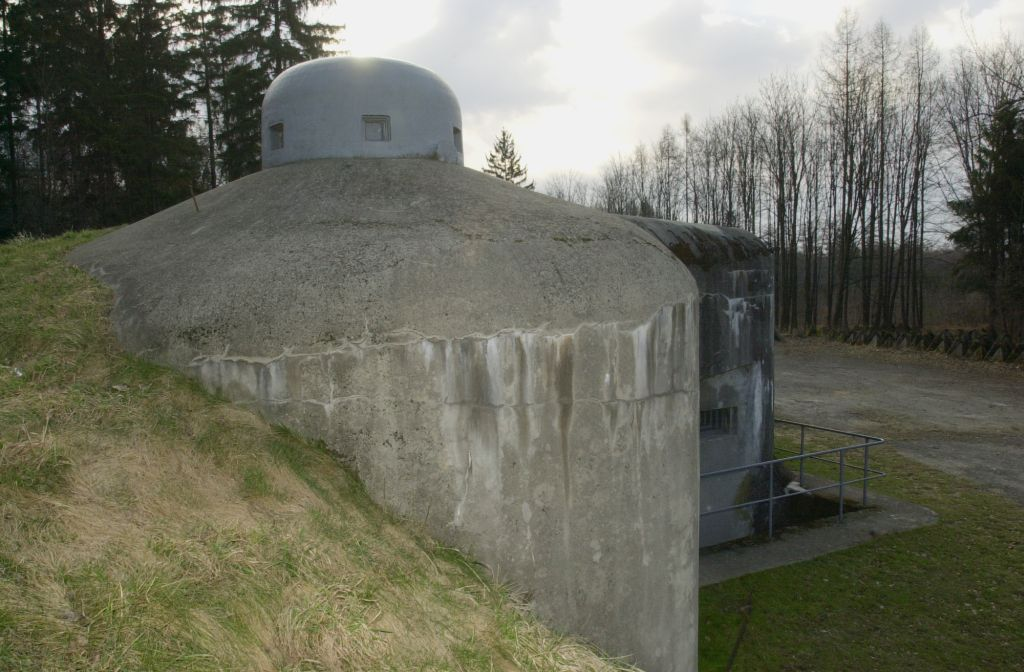
MO S-18

Con la salita al potere di Adolf Hitler e le pressioni per la riunificazione delle minoranze tedesche e la restituzione di altre presunte proprietà quali lo Sudetenland, i leader nazionali, allarmati, iniziarono a mettere in atto piani difensivi. Alcune strutture difensive di base furono poste in atto quasi subito, ma il pieno sforzo di costruzione non iniziò fino alle conferenze con l'esercito francese.
Un cambiamento nella filosofia dell'architettura delle difese è identificabile nei fortini e nelle costruzioni più grandi simili a quelle della Linea Maginot francese. La costruzione fu molto rapida, e al tempo degli Accordi di Monaco (settembre 1938), circa il 20% degli oggetti pesanti e il 70% di quelli leggeri erano stati completati; gran parte delle parti restanti era vicina al completamento e sarebbe stata in funzione in caso di bisogno anche in mancanza degli armamenti pesanti. Il numero totale ammontava a circa 10.000 strutture di diverse dimensioni.
Dopo aver occupato le regioni di confine (i Sudeti), i tedeschi usarono questi oggetti per testare, sviluppare nuove armi e tattiche ed eseguire attacchi contro la Linea Maginot, e contro i fortini del Belgio (il più famoso è il Forte Eben-Emael). Molto probabilmente, i tedeschi non avrebbero avuto il successo che ottennero verso ovest se non avessero potuto far pratica sul sistema di difesa cecoslovacco. Il progetto originale prevedeva il primo lotto di costruzione terminato per il 1941-1942, mentre il sistema avrebbe dovuto essere completato integralmente per gli anni cinquanta.
Dopo la conquista di Belgio, Francia e Paesi Bassi nella campagna di Francia, la Germania nazista iniziò a smantellare la linea Beneš, facendo saltare le costruzioni o rimuovendole; alcune di esse furono poi installate sul Vallo Atlantico, contro gli Alleati.
In seguito, durante la guerra, con la caduta del fronte orientale, i tedeschi ripararono in fretta parte delle fortificazioni; la porzione est-ovest della linea, che correva tra Ostrava e Opava, era un avvallamento in cui scorreva un fiume: questo tratto divenne la scena di diversi combattimenti. Non si sa quanto queste fortificazioni siano state vitali per la difesa tedesca, ma è certo che offrirono una qualche resistenza all'avanzata dell'Unione Sovietica.
Dopo la guerra, i materiali utili furono portati via e venduti; un paio di enormi strutture sotterranee sono utilizzate come deposito di materiali militari. Ancora oggi, dopo più di 70 anni, è ancora usato dall'esercito della Repubblica Ceca.

## Progettazione

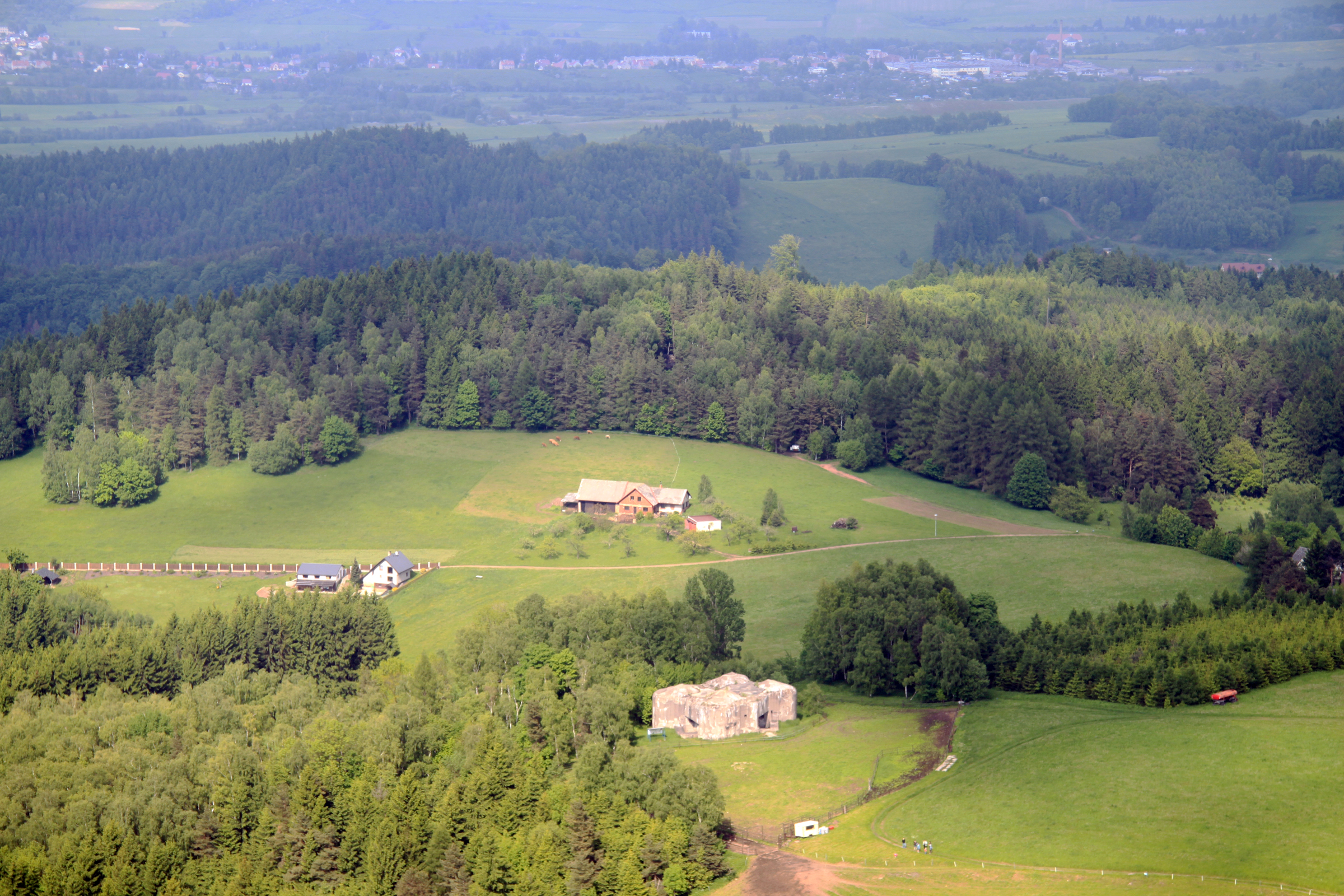
N-D-S 73 Jeřáb, facente parte delle fortificazioni di Dobrošov vicino a Náchod.

La filosofia del progetto consisteva nel ideare una linea difensiva reciproca, ovvero che la maggior parte della potenza di fuoco veniva diretta lateralmente dal nemico che si avvicinava. Il muro di fronte a tutte le fortificazioni, grandi e piccole, era più massiccio, ricoperto da macigni e detriti, con un'ulteriore copertura di terra, in modo che anche i proietti di grosso calibro avrebbero perso gran parte della loro energia prima di raggiungere il cemento. L'unico armamento frontale erano le mitragliatrici poste in cupole progettate per scopi di osservazione e anti-fanteria. Qualsiasi unità nemica che avesse tentato di passare tra i fortini sarebbe stata fermata da barricate anticarro e anti-fanteria, mitragliatrici e cannoni anticarro. Alcuni dei fortini più grandi o fortini di artiglieria, avevano mortai a fuoco indiretto e cannoni pesanti.
Dietro le strutture principali c'erano due file di piccoli bunker che venivano utilizzati solitamente da quattro a sette uomini, con un fronte ben protetto e un fuoco incrociato laterale per bloccare qualsiasi nemico che era riuscito a salire in cima al forte oppure che era venuto da dietro. La maggior parte delle linee difensive consistevano solo in piccoli bunker. 

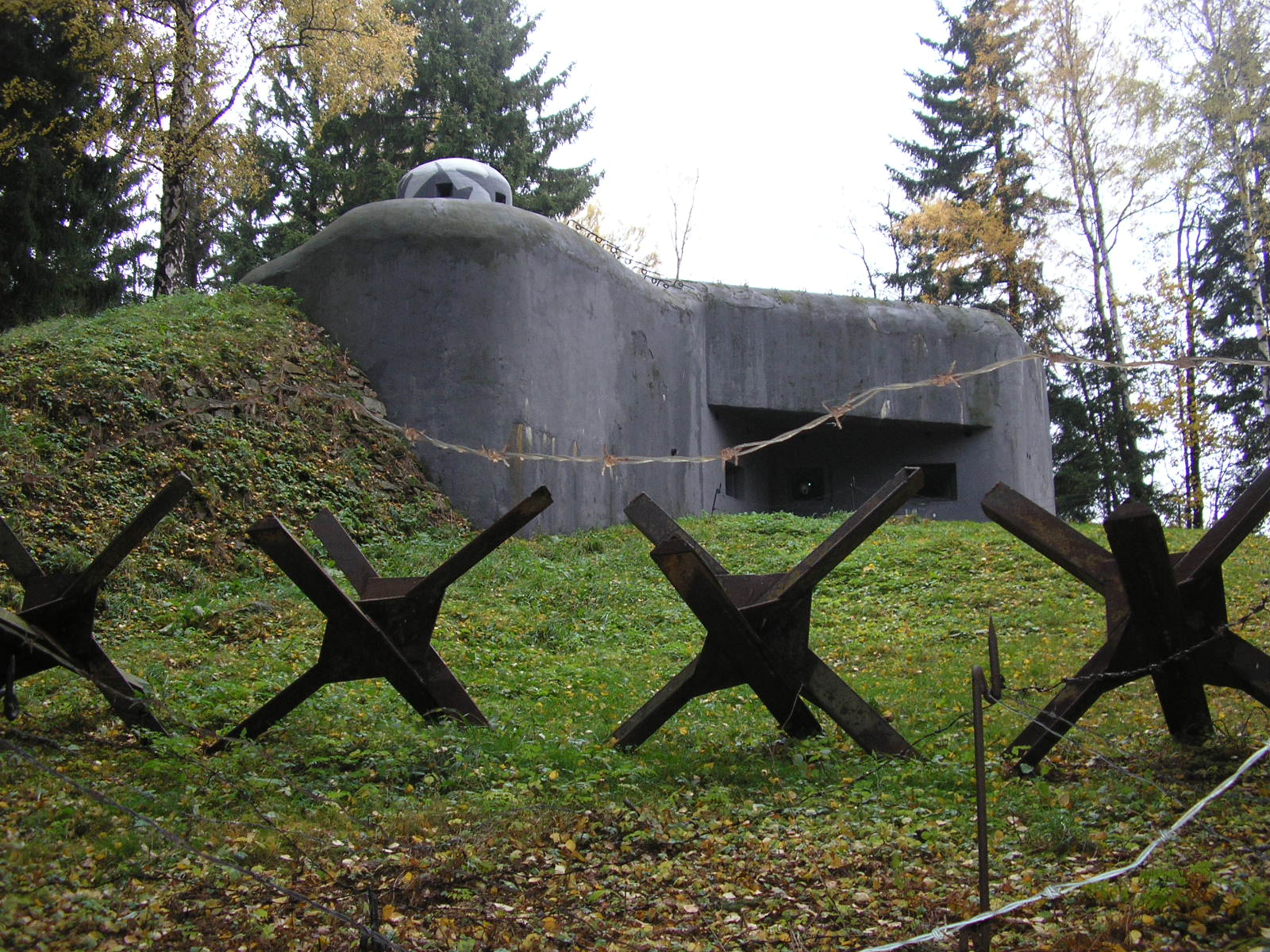
K-S 5 U Potoka

Gli "oggetti leggeri" erano semplici scatole vuote con una o due postazioni di mitragliatrice, un periscopio di osservazione retrattile, tubi per granate, un aeratore azionato a mano e una porta interna solida rispetto ad una porta esterna in acciaio. La mitragliatrice veniva montata vicino all'estremità della canna, così che il foro di porta fosse abbastanza grande da consentire ai proiettili e al cannocchiale di vederci attraverso, a differenza della maggior parte degli altri progetti in cui era utilizzata un'apertura ampia. Una lamiera d'acciaio pesante poteva essere fatta scorrere verso il basso per chiudere rapidamente il piccolo foro per una maggiore protezione.
Gli "oggetti pesanti" erano fortini di fanteria simili a quelli della Linea Maginot meridionale, ma con miglioramenti sostanziali. Proprio come le casematte, i cannoni e le mitragliatrici erano imperniati sulla punta e completamente chiusi, proteggendo così le persone al suo interno da tutto ad esclusione dei cannoni più pesanti. Le fortificazioni avevano un sistema di ventilazione completo con filtrazione dell'aria in modo che anche gli attacchi da armi chimiche non avrebbe afflitto i difensori. Oltre alla rete elettrica, un motore diesel a due cilindri forniva energia interna. Queste fortificazioni erano dotate anche di servizi igienici e lavabi completi, un lusso rispetto alle casematte francesi tuttavia, queste infrastrutture erano state progettate per essere utilizzate solo durante il combattimento. Mentre in gran parte vuota con alcune pareti di cemento come parte della struttura, ogni camera era ulteriormente divisa in stanze più piccole da semplici muri di mattoni e malta, con un ultimo spazio sul soffitto riempito di sughero catramato, visto che la costruzione di alcune casematte si fermò prima che i muri interni fossero finiti.

## Stato attuale
Ad oggi quasi tutti gli oggetti leggeri sono liberamente accessibili ai visitatori. Mentre alcuni degli oggetti pesanti sono anch'essi accessibili, altri possono essere affittati o venduti agli appassionati. Un certo numero di essi sono stati trasformati in musei mentre pochi in depositi. Il forte difensivo d'artiglieria del Hanička venne ricostruito in un moderno rifugio per il Ministero degli Interni tra il 1979 e il 1993 ma fu dichiarato non necessario nel 1995. Il forte di Hanička fu quindi trasformato in un museo.
Molti dei musei aperti si trovano tra Ostrava e Opava, vicino all'attuale confine con la Polonia, il quale in passato era stato il confine con la Germania nazista prima della seconda guerra mondiale. Degli otto forti di artiglieria che furono completati o che erano in costruzione entro settembre 1938, sei di questi sono utilizzati come musei mentre gli altri due sono ancora oggi utilizzati dai militari cechi.